# Motosur
Motosur, voluit Stichting ter bevordering van de Motorsport in Suriname, is een sportorganisatie die zich richt op de gemotoriseerde sport in Suriname. Motosur opende in mei 2013 de eerste racebaan van Suriname, het Suriname Motorsport Park in Para.
Motosur werd op 2 november 2006 opgericht en organiseerde sindsdien wedstrijden op verschillende plaatsen in het land, zoals dragraces. Vanaf juni 2010 maakte Motosur deel uit van de werkgroep Bevordering Motorsport in Suriname die in het leven was geroepen door minister Santokhi van Justitie en Politie. De commissie had tot doel om een crossterrein te vinden, waardoor de races op de openbare weg uit de illegale sfeer gehaald zouden worden. In april 2011 was nog korstondig de Stichting Sur Race Track in beeld als mededinger.
In mei 2013 opende Motosur de eerste officiële racebaan van Suriname, het Suriname Motorsport Park in Para. Tijdens de opening werd het doel uitgesproken om het aantal racebanen in Suriname uiteindelijk uit te breiden naar zeven.